# Parque natural La Montaña del Oso
El Parque Natural La Montaña del Oso es un parque ecológico ubicado en Chía, vereda de Yerbabuena, departamento de Cundinamarca, Colombia, muy cerca de Bogotá. Cuenta con diversos paisajes en zonas de vida de montaña, bosques de niebla y subpáramo, nacimientos de agua, lagunas y ríos.  
Se encuentra ubicado en el kilómetro 22 de la Autopista Norte, cerca del Castillo Marroquín.